# Pahada
Pahada (en népalais : पहाडा) est un comité de développement villageois du Népal situé dans le district de Dolpa. Au recensement de 2011, il comptait 2 156 habitants.